# Pseudobombax pulchellum
Pseudobombax pulchellum är en malvaväxtart som beskrevs av Carv.-sobr.. Pseudobombax pulchellum ingår i släktet Pseudobombax och familjen malvaväxter. Inga underarter finns listade i Catalogue of Life.